# Estelle Harris
Pour les articles homonymes, voir Harris.
Estelle Harris est une actrice américaine née le 22 avril 1928 à New York (État de New York) et morte le 2 avril 2022 à Palm Desert (Californie).

## Biographie
Estelle Harris est née Estelle Nussbaum à Manhattan le 22 avril 1928, la cadette des deux filles d'Isaac (Ira) et d'Anna Nussbaum, des immigrants juifs polonais qui possédaient un magasin de bonbons. Elle a déménagé à Tarentum, en Pennsylvanie, à l'âge de sept ans pour vivre près de sa tante et de son oncle, qui ont demandé à son père de travailler dans leur confiserie. Elle est diplômée du lycée de Tarente.
En 1952, Harris rencontra le vendeur de traitement de fenêtre Sy Harris lors d'une danse. Six mois plus tard, ils se sont mariés. Ils ont eu deux fils, Eric (né en 1957) et Glen (né en 1961), et une fille, Taryn (née en 1964). Eric est un travailleur social, Glen est un promoteur de musique, qui a également été le manager non officiel de sa mère, et Taryn est une ancienne policière du comté de Nassau, à la retraite pour cause d'invalidité. Estelle Harris avait également trois petits-fils et un arrière-petit-fils. Une fois que ses enfants ont commencé l'école, Harris a poursuivi des rôles d'actrice, d'abord dans des productions amateures, puis dans des dîners-théâtres et des publicités.
Harris meurt chez elle à Palm Desert, en Californie, le 2 avril 2022, à l'âge de 93 ans.